# Tordelrábano
Tordelrábano è un comune spagnolo di 21 abitanti situato nella comunità autonoma di Castiglia-La Mancia.